# Ferentarii

Ein Ferentarius in der römischen Legion

Die Ferentarii (lateinisch) waren eine Truppengattung in der Armee der römischen Kaiserzeit.

## Aufgabe und Taktik
Die Ferentarii waren Wurfschützen und bildeten eine Art leichter Truppen. Üblicherweise wurden sie in der Schlachtordnung auf den Flügeln eingesetzt und mussten mit ihren Wurfgeschützen (wie Bögen, Steinschleudern, Plumbata oder Speerschleudern) das Gefecht eröffnen. Mitunter standen sie aber auch, wie die Rorarii, zwischen den Reihen der Schwerbewaffneten, um den Gegner zu beunruhigen. Sie unterstützten dadurch in der Schlacht die schon im Heer befindlichen Velites. Wie diese hatten die Ferentarii keine Metallrüstung, da sie für ihre Aufgabe, die feindliche schwere Infanterie zu umgehen und in den Rücken zu schießen, schnell genug sein mussten.
Die Feldherrn setzten sie ein, um die feindliche Formation durch einen Geschosshagel aufzusprengen. Ferentarii setzten sich sowohl aus ansässigen Söldnern wie auch aus römischen Bürgern, die zu arm für das Beschaffen einer Hastatirüstung waren, zusammen. Diese Einheit wurde vor allem in Notfallsituationen rekrutiert, wie schon in den punischen Kriegen und später dann beim Zusammenbruch des römischen Reiches.